# Oxycatantops imperator
Oxycatantops imperator är en insektsart som först beskrevs av Bolívar, I. 1908.  Oxycatantops imperator ingår i släktet Oxycatantops och familjen gräshoppor. Inga underarter finns listade i Catalogue of Life.